# One Little Miracle
One Little Miracle è il quarto EP degli Hawk Nelson, pubblicato nel 2008.

## Tracce
1. One Little Miracle – 3:00
2. One Little Miracle (feat. Amy Grant) (Acoustic) – 3:05
3. One Little Miracle (Live) – 3:14

## Formazione
- Jason Dunn - voce
- Davin Clark - chitarra
- Daniel Biro - basso
- Matt Paige - batteria